# Milan Chalupa
Milan Chalupa (* 4. Juli 1953 in Oudoleň, Tschechoslowakei) ist ein ehemaliger tschechoslowakischer Eishockeyspieler, der über viele Jahre bei Dukla Jihlava und beim EHC Freiburg unter Vertrag stand. Heute arbeitet Chalupa als Eishockeytrainer in der tschechischen Extraliga und 1. Liga.

## Karriere als Spieler
Milan Chalupa begann seine Karriere 1966 im Juniorenteam von Jiskra Havlíčkův Brod, obwohl er zu diesem Zeitpunkt erst 13 Jahre alt war. Bis 1972 spielte er für diese Mannschaft, bevor er über die Junioren von TJ Dukla Liberec zu Dukla Jihlava kam. Für Dukla Jihlava debütierte er in der Spielzeit 1973/74 in der höchsten Spielklasse der ČSSR und blieb diesem Verein bis 1984 treu. 1974, 1982, 1983 und 1984 wurde er mit dieser Mannschaft Tschechoslowakischer Meister. In elf Spielzeiten für Jihlava absolvierte der Verteidiger 440 Spiele, in denen er 153 Scorerpunkte erzielte.
Während des NHL Entry Draft 1984 wurde er von den Detroit Red Wings in der dritten Runde an 49. Stelle ausgewählt und bekam die Erlaubnis, nach Nordamerika zu wechseln.  In Detroit debütierte er am 11. Oktober 1984 gemeinsam mit seinem Landsmann František Černík, absolvierte aufgrund von Verletzungen aber bis zum 9. Dezember nur 14 Partien in der National Hockey League und kehrte später nach Europa zurück.
Zwischen 1985 und 1990 spielte er dann für den EHC Freiburg in der zweiten und ersten Bundesliga, bevor er während der Saison 1990/91 sein Karriereende verkündete. Zwei Jahre später, in den Playdowns der Spielzeit 1992/93, gab er sein Comeback beim EHCF. Zu Beginn der folgenden Spielzeit kehrte er zu Dukla Jihlava zurück und absolvierte weitere zwölf Spiele in der tschechischen Extraliga, bevor er endgültig zurücktrat. Mit 47 Toren und 168 Assists in 259 Spielen für den EHCF steht er noch heute auf Platz neun der ewigen Scorerliste des EHCF. Seine Trikotnummer #5 wurde vom Verein gesperrt und wird damit nicht mehr an Spieler vergeben.

## Karriere als Trainer
Seit seinem Rücktritt vom Leistungssport arbeitet Milan Chalupa als Eishockeytrainer. So betreute er den HC Moeller Pardubice als Assistenztrainer, den HC Znojemští Orli (2000/01) als Cheftrainer und Dukla Jihlava in der Saison 2005/06.

## International
Milan Chalupa vertrat die tschechoslowakische Föderation bei vielen internationalen Titelkämpfen, bei denen er insgesamt neun Medaillen gewann. 1976 und 1977 wurde er Weltmeister, zudem nahm er an drei Olympischen Winterspielen und zwei Turnieren um den Canada Cup teil. Insgesamt erzielte er in 202 Länderspielen 23 Tore.

## Erfolge und Auszeichnungen
- 2. Platz beim Canada Cup 1976
- Goldmedaille bei der Weltmeisterschaft 1976 und 1977
- Silbermedaille bei den Olympischen Winterspielen 1976 und 1984
- Silbermedaille bei der Weltmeisterschaft 1978, 1979, 1982 und 1983
- Bronzemedaille bei der Weltmeisterschaft 1981
- Tschechoslowakischer Meister 1974, 1982, 1983 und 1984
- Aufstieg in die Bundesliga mit dem EHCF 1988